# Metasada acontianalis
Metasada acontianalis là một loài bướm đêm trong họ Noctuidae.